# Agallia hispanica
Agallia hispanica är en insektsart som beskrevs av Géza Horváth 1900. Agallia hispanica ingår i släktet Agallia och familjen dvärgstritar. Inga underarter finns listade i Catalogue of Life.